# Aruba na Svjetskom prvenstvu u atletici 2015.
Aruba se natjecala na Svjetskom prvenstvu u atletici 2015. u Pekingu, od 22. do 30. kolovoza 2015., s jednim predstavnikom - Quinciyem Breellom, skakačem u dalj.

## Rezultati

### Muškarci

#### Skakačke discipline
| Atletičar     | Disciplina  | Kvalifikacije | Kvalifikacije | Završnica     | Završnica |
| Atletičar     | Disciplina  | Daljina skoka | Plasman       | Daljina skoka | Plasman   |
| ------------- | ----------- | ------------- | ------------- | ------------- | --------- |
| Quincy Breell | skok u dalj | NM            | =29.          | DNA           | DNA       |

- NM - nepoznat rezultat skoka
- DNA - nije se plasirao u završnicu